# Little Carlton (Nottinghamshire)
Little Carlton lub South Carlton – przysiółek w Anglii, w Nottinghamshire. Leży 27,1 km od miasta Nottingham i 184,4 km od Londynu. W latach 1870–1872 osada liczyła 79 mieszkańców.